# فوهليدار
فوهليدار (Вугледар) هي مدينة في أوبلاست دونيتسك في أوكرانيا.

## أعلام
- دميترو خومشينوفيسكي
- أناستاسيا ليسينكو